# 이마가와 우지자네
이마가와 우지자네(일본어: 今川 氏真)는 무로마치 시대 후기부터 아즈치모모야마 시대까지의 무장, 센고쿠 다이묘이며 에도 시대 초기의 문화인(文化人)이다. 스루가 이마가와씨 제10대 당주.
아버지 이마가와 요시모토가 오케하자마 전투에서 오다 노부나가에 의해 죽임을 당하여 우지자네는 이마가와 가문의 당주를 상속받았다. 하지만 1568년 다케다 신겐과 도쿠가와 이에야스에 의한 스루가 침공(駿河侵攻)을 받고 패배하여 센고쿠 다이묘로서의 이마가와가는 멸망하였다. 그 후에는 고 호조씨에 의탁, 최종적으로는 도쿠가와 이에야스의 비호를 받았고 이마가와가는 에도 막부에서 고가(高家)로서 가문을 남겼다.

## 같이 보기
- 축국

| 전임 이마가와 요시모토 | 제12대 이마가와 종가 당주 1558년 ~ 1611년 | 후임 이마가와 나오후사 |